# Paul Sabin
Paul Sabin (* 16. März 1970) ist ein US-amerikanischer Historiker.

## Leben
Er erwarb 1992 den BA Geschichte und Umweltstudien am Yale College, 1994 den M. A. in Geschichte an der University of California, Berkeley und 2000 den Ph.D. in Geschichte an der University of California, Berkeley. Am Department für Geschichte lehrt er an der Yale University (Randolph W. Townsend, Jr. Professor seit 2022, Professor ab 2016, Associate Professor (2013–2016), Assistant Professor (2008–2013)).
Seine Interessensgebiete sind US-Geschichte des 20. Jahrhunderts, US-amerikanische und globale Umweltgeschichte, Regierung und politische Entwicklung, amerikanischer Westen, Energie und Ressourcen.

## Schriften (Auswahl)
- Crude politics. The California oil market, 1900–1940. Berkeley 2005, ISBN 0-520-24198-3.
- The bet. Paul Ehrlich, Julian Simon, and our gamble over earth’s future. New Haven 2013, ISBN 978-0-300-17648-3.
- Public Citizens. The Attack on Big Government and the Remaking of American Liberalism. New York 2021, ISBN 978-0-393-63404-4.